# 진델핑겐

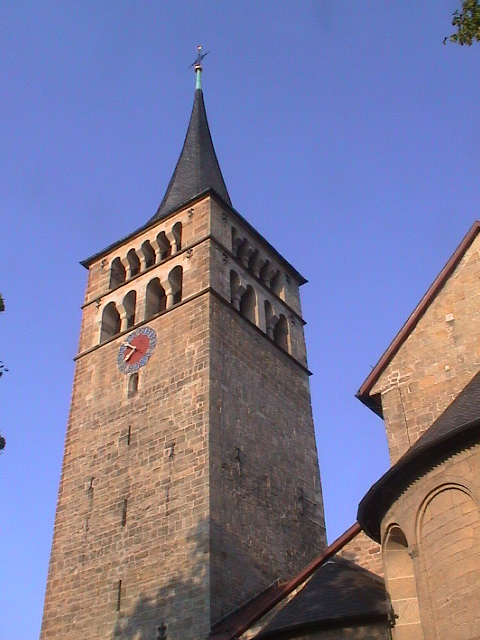
진델핑겐 성 마르틴 교회

진델핑겐(독일어: Sindelfingen)은 독일 바덴뷔르템베르크주에 위치한 도시로 면적은 50.85km2, 높이는 449m, 인구는 63,971명(2015년 12월 31일 기준), 인구 밀도는 1,300명/km2이다. 자동차 산업, 정보 산업의 중심 도시이며 슈투트가르트에서 15km 정도 떨어진 곳에 위치한다.

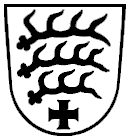
시 문장

## 자매 도시
- 스위스 샤프하우젠
- 프랑스 코르베유에손
- 이탈리아 손드리오
- 헝가리 죄르
- 독일 토르가우
- 폴란드 헤움